# 淡路市立石屋小学校
淡路市立石屋小学校(あわじしりついしやしょうがっこう)は兵庫県淡路市岩屋にある日本の公立学校である。

## 概要
淡路島最北端に位置し、旧淡路町唯一の小学校である。この付近の地域名は「岩屋」であり、付近にある中学校名も淡路市立「岩屋」中学校であるが、本校の名称はこの地域の古い名称である「石屋」に由来する。なお「岩屋」も「石屋」もそれぞれ同じく「いわや」と読む。付近にある神社も本校と同じく「石屋」神社である。

## 歴史
- 1874年 (明治7年) - 石谷小學校創立。
- 1947年 (昭和22年) - 石屋小學校と改称。
- 1956年4月1日 (昭和31年) - 淡路町立石屋小学校と改称。
- 1987年 (昭和62年) - 文部省指定「地域改善対策としての教育」研究校。
- 2005年4月1日 (平成17年) - 淡路市立石屋小学校と改称[2]。

## 通学区域
- 岩屋、南鵜崎、楠本・夢舞台（旧淡路町の区域）[3]

全域で淡路市立岩屋中学校の通学区域となる。

## アクセス
- 神戸淡路鳴門自動車道　淡路ICから車で4分
- 岩屋海水浴場前バス停(あわ神あわ姫バス・淡路市岩屋コミュニティバス)から徒歩9分
- 岡田医院・松田アイクリニックバス停(淡路市岩屋コミュニティバス)から車で5分

## 通学区域が隣接している学校
- 淡路市立浦小学校
- 淡路市立北淡小学校